# Relations entre le Bangladesh et l'Ouganda
Les relations entre le Bangladesh et l'Ouganda désignent les relations bilatérales de la république populaire du Bangladesh et de la république de l'Ouganda. Cette relation est principalement basée sur le secteur agricole et la réduction de la pauvreté. Aucun des deux pays n'a d'ambassadeur résident.

## Visites d'État
L'ancien vice-président ougandais Gilbert Bukenya s'est rendu en visite officielle à Dacca en 2009 et il y a rencontré le ministre des affaires étrangères, Dipu Moni. Ils ont discuté des problèmes communs aux deux pays, c'est-à-dire la pauvreté, la pénurie de nourriture et les problèmes de nutrition, entre autres. Bukenya est venu au Bangladesh à l'invitation de l'ONG Bangladesh Rural Advancement Committee (BRAC) le 7 mai et a visité le centre de production de serviettes hygiéniques, l'usine textile, les entreprises de volaille et de bétail, le centre de traitement des semences, la pépinière, l'écloserie de poissons et les projets laitiers et alimentaires de l'ONG à Manikganj et Gazipur.

## Les ONG bangladaises en Ouganda
Un certain nombre d'organisations non gouvernementales bangladaises opèrent en Ouganda et ont une présence influente dans le développement social du pays. Le Bangladesh Rural Advancement Committee (BRAC), basé au Bangladesh, est actuellement la plus grande ONG opérant en Ouganda. Créée en 2006, BRAC Ouganda est engagée dans la microfinance, les petites entreprises, l'éducation, l'agriculture, l'élevage et la volaille, la santé et l'autonomisation des adolescents dans le pays. En 2013, BRAC est présent dans 74 districts de l'Ouganda et dispose de 150 agences dans tout le pays,.

## Coopération dans le secteur agricole
Le Bangladesh et l'Ouganda ont signé un protocole d'accord pour la coopération agricole. Pour assurer la sécurité alimentaire future, le Bangladesh a cherché à louer des terres dans d'autres pays pour y cultiver des denrées alimentaires qui seraient exportées vers le Bangladesh et l'Ouganda a été l'une des destinations les plus recherchées. Plusieurs entreprises bangladaises ont loué des terres cultivables inutilisées en Ouganda pour y pratiquer une agriculture commerciale,.